# Maxim Cobîlaș
Pas d'image ? Cliquez ici

a Compétitions nationales et continentales officielles uniquement.

b Matchs officiels uniquement.
Dernière mise à jour le 6 janvier 2021.
Maxim Cobîlaș, né le 12 août 1986, est un joueur moldave de rugby à XV qui évolue au poste de pilier. Il est le frère de Vadim Cobîlaș. 

## Biographie
Maxim Cobîlaș découvre le rugby au sein de USEFS Blumarine Chișinău, en 2004, suivant les traces de son frère. Il part en 2005 en Roumanie, jouant au sein des équipes jeunes de l'Olympia. Il passe professionnel ensuite avec le Steaua Bucarest. Courtisé par le Krasny Yar et le VVA Podmoskovye, il choisit ses derniers pour évoluer aux côtés de son frère. Il reste quatre saisons au VVA, et rejoint en 2013 Krasny Yar. Il y reste deux saisons, et décide de partir fin 2014 pour tenter sa chance en Europe. 
Il est signé début 2015 par les Sale Sharks, où évolue son frère, pour un contrat court de quatre mois. Il va prolonger pour une saison avec Sale, puis rejoint l'AS Mâcon, qui évolue en Fédérale 1 en 2016. Il reste deux saisons à Mâcon, puis est sans contrat. 
En 2019, il revient en Russie et rejoint son ancien club, le VVA Podmoskovye. Mais il ne reste qu'une saison au club, le quittant au terme d'une saison qu'il juge comme étant un « échec ». Il décide alors de rentrer en Moldavie et de jouer avec l'équipe de Moldavie.

## Carrière

### En club
- Jusqu'en 2008 :  Steaua Bucarest
- 2008-2012 :  VVA Podmoskovye
- 2013-2014 :  Krasny Yar
- 2015-2016 :  Sale Sharks
- 2016-2018 :  AS Mâcon
- 2019 :  VVA Podmoskovye

## Palmarès
- Championnat de Russie de rugby à XV 2009, 2010, 2013
- Coupe de Russie de rugby à XV 2010, 2013

## Statistiques

### En sélection
| Année | Compétition             | Matchs | Points | Essais | Transf. | Drops | Pénal. |
| ----- | ----------------------- | ------ | ------ | ------ | ------- | ----- | ------ |
| 2010  | ENC 1B 2010-2012        | 1      | -      | -      | -       | -     | -      |
| 2011  | ENC 1B 2010-2012        | 5      | 5      | 1      | -       | -     | -      |
| 2012  | ENC 1B 2010-2012        | 3      | 5      | 1      | -       | -     | -      |
| 2012  | ENC 1B 2012-2014        | 1      | 5      | 1      | -       | -     | -      |
| 2013  | ENC 1B 2012-2014        | 5      | 15     | 3      | -       | -     | -      |
| 2014  | ENC 1B 2012-2014        | 2      | -      | -      | -       | -     | -      |
| 2014  | ENC 1B 2014-2016        | 3      | 5      | 1      | -       | -     | -      |
| 2015  | ENC 1B 2014-2016        | 3      | -      | -      | -       | -     | -      |
| 2016  | ENC 1B 2014-2016        | 2      | -      | -      | -       | -     | -      |
| 2016  | RET 2016-2017           | 1      | -      | -      | -       | -     | -      |
| 2019  | RE Conf1 Nord 2018-2019 | 2      | -      | -      | -       | -     | -      |
| 2019  | RE Conf2 Nord 2019-2020 | 1      | -      | -      | -       | -     | -      |
| Total | Total                   | 29     | 35     | 7      | -       | -     | -      |

| Essai | Adversaire | Lieu                                       | Compétition      | Date             | Résultat | Score |
| ----- | ---------- | ------------------------------------------ | ---------------- | ---------------- | -------- | ----- |
| 1     | Belgique   | Petit Heysel, Bruxelles                    | ENC 1B 2010-2012 | 12 avril 2011    | Défaite  | 20-5  |
| 1     | Pays-Bas   | NRCA Stadium, Amsterdam                    | ENC 1B 2010-2012 | 6 avril 2012     | Défaite  | 40-26 |
| 1     | Allemagne  | Fritz-Grunebaum-Sportpark (en), Heidelberg | ENC 1B 2012-2014 | 17 novembre 2012 | Défaite  | 32-14 |
| 1     | Pologne    | Stade Dinamo (en), Chisinau                | ENC 1B 2012-2014 | 13 avril 2013    | Victoire | 24-20 |
| 2     | Suède      | Stade Dinamo (en), Chisinau                | ENC 1B 2012-2014 | 9 novembre 2013  | Victoire | 50-20 |
| 1     | Ukraine    | Stade Dinamo (en), Chisinau                | ENC 1B 2014-2016 | 8 novembre 2014  | Victoire | 29-15 |